# Фісція
Фісція (Physcia) — рід лишайників родини фісцієві (Physciaceae). Назва вперше опублікована 1803 року.

## Опис
Рід фісція (Physcia) містить широко поширені листуваті лишайники (170 видів), що ростуть на стовбурах дерев, деревині, мохах, скелях і каменях, рідше на землі. Багато з них досить витривалі до забрудненості повітря й зустрічаються в містах (у парках, на кладовищах тощо). Слань у фісцій листувата, нерідко утворює правильні округлі розетки, зверху з параплектенхімним шаром, знизу з паралельно розташованими гіфами. Ці лишайники прикріплюються до субстрату густими ризоїдами. Апотеції леканорового типу. Спори темні, дво-, чотириклітинні.
Звичайний вид, що росте на придорожніх деревах, у парках, — фісція припудрена (Physcia pulverulenta). У неї правильна розеткоподібна слань діаметром до 15 см, зверху оливково-коричнева, дуже часто покрита сизуватим нальотом, знизу темна, з чорними ризоїдами. Апотеції великі (діаметром до 5 мм), з темно-коричневим диском, який нерідко покритий світлим нальотом. До цього виду близька фісція Мохова (Physcia muscigena), що зустрічається в тундрі й високогір'ях на мохових ґрунтах. У неї коричнева слань з нальотом, але апотеції зустрічаються дуже рідко; лопаті в центрі мають підняті краї і розташовані черепичасто. Зазвичай росте на каменях від тундри до пустель фісція блакитно-сіра (Physcia caesia). У неї розеткоподібна блакитно-сіра слань; лопаті вузькі (шириною до 1 мм), перисті розгалужені, завжди з свинцево-сірими соралями.

## Галерея

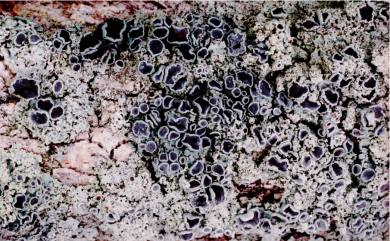
Physcia millegrana
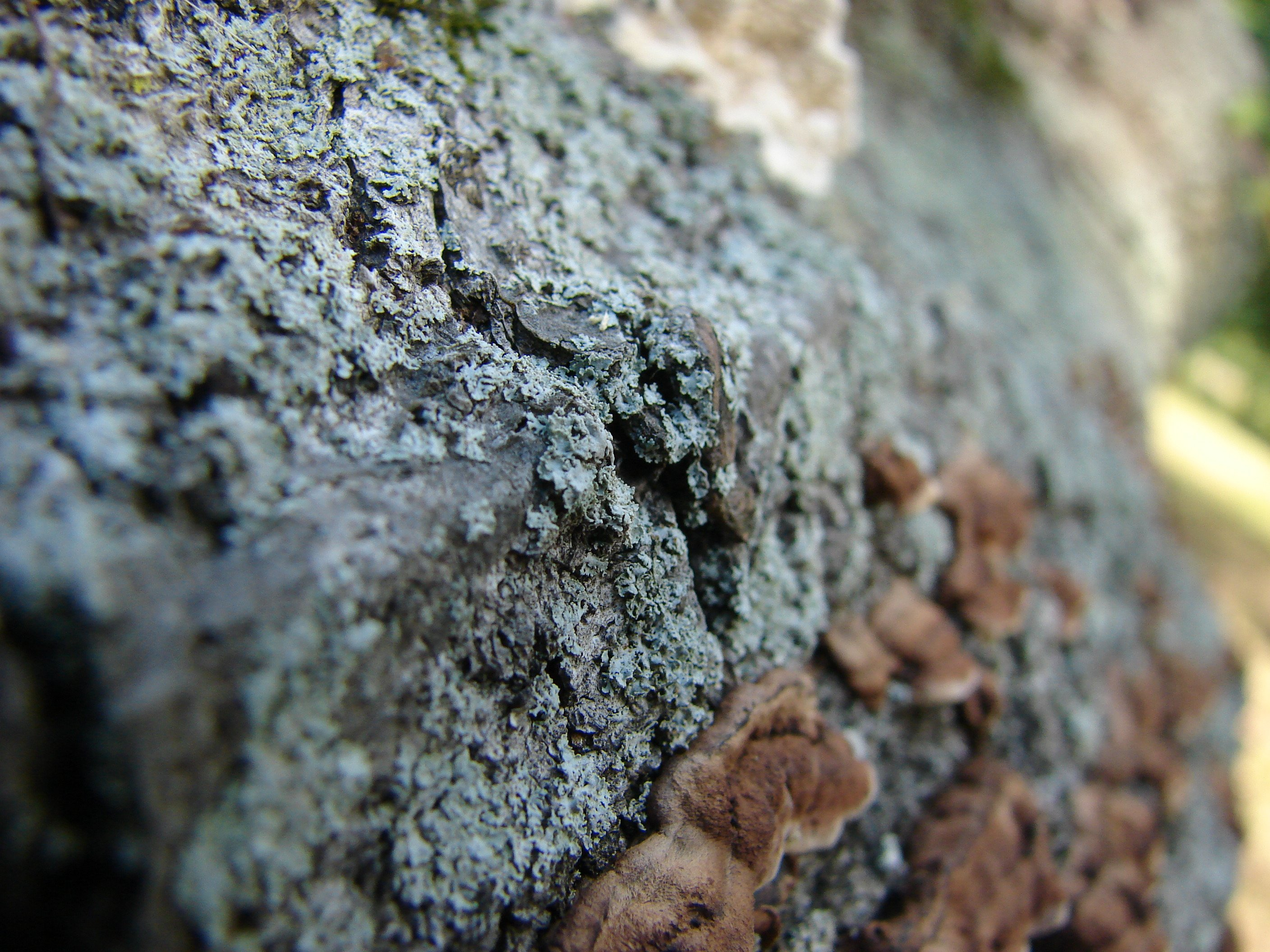
Physcia millegrana